# ロンドン (重巡洋艦)
HMS ロンドン (HMS London, 69) は、イギリス海軍の重巡洋艦。カウンティ級（ロンドン級）。

## 艦歴
1926年2月23日起工。1927年9月14日進水。1929年1月31日竣工。第1巡洋艦戦隊に所属。第二次世界大戦開戦時は改装工事中であった。この工事は1941年2月に完了し、大西洋でジブラルタルへ向かう空母「フューリアス」の護衛、ドイツ戦艦「ビスマルク」の捜索、船団護衛などに従事した。
1941年6月にはドイツの補給船捜索にあたり、3隻を発見した。「ロンドン」と駆逐艦「ブリリアント」はシエラレオネ・ブラジル間で6月4日にドイツのタンカー「Esso Hamburg」を、6月5日に「Egerland」を捕捉。両船とも自沈した。6月21日、「ロンドン」は赤道付近で補給船「Babitonga」を捕捉。同船は自沈した。
1941年9月から10月にかけてソ連から戻るQP1船団を護衛し、それから修理に入った。修理完了後も1942年中は主に北方で哨戒や船団護衛に従事した。
1944年になると東洋艦隊に加わり、インド洋で多くの作戦に参加した。
戦後は一時香港に配備された。1950年にスクラップとして売却され解体された。